# 奧馬·英方提
奧馬·拉斐爾·英方提（英語：Omar Rafael Infante, 1981年12月26日—），為前美國職棒大聯盟的二壘手。生涯效力過老虎、勇士、馬林魚與皇家等隊。2010年入選明星賽，2015年拿下世界大賽冠軍。他除了專職二壘之外，還當過投手、捕手及一壘手。

## 職業生涯

### 底特律老虎
2002年9月7日，英方提登上大聯盟。2003年，他成為先發游擊手，但是他的菜鳥年表現並不好，打擊率僅2成22，8分打點，沒有擊出任何全壘打。
2004年球季，老虎隊交易來Carlos Guillén，英方提的先發位置也被拔掉。老虎當時簽下了老將二壘手Fernando Viña，英方提也下放至小聯盟。5月中，因為Viña受傷，英方提回到大聯盟。該年他出賽142場，打擊率2成64，16轟55分打點。
然而，英方提在2005年沒能複製去年的好表現。該年6月，老虎從費城人隊交易來了普拉西多·波蘭柯，英方提最後淪為板凳球員。
在成為板凳球員後，英方提在2007年還守了7個不同的位置。

### 芝加哥小熊
2007年11月12日，英方提被交易至小熊隊，老虎隊得到Jacque Jones。該年12月4日，他和Will Ohman被交易至勇士隊，小熊隊得到José Ascanio。

### 亞特蘭大勇士
2009年1月12日，他與勇士隊簽下2年430萬美元的合約。
2010年，他生涯首度入選明星賽。該年總共有6名勇士球員入選。

### 佛羅里達/邁阿密馬林魚
2010年球季結束後，他和Michael Dunn被交易至馬林魚隊，勇士隊得到丹·阿格拉。2011年9月27日，他與馬林魚隊簽下2年800萬的合約。2011年，他的防守助殺數為大聯盟第一。
2012年6月21日，他在芬威球場達成生涯第1000場出賽。

### 重回底特律
2012年7月23日，勇士隊用英方提和Anibal Sánchez向老虎隊換來Jacob Turner、Rob Brantly及Brian Flynn。
2012年世界大賽第4場，英方提因觸身球造成左手骨碎裂提前離場。
2013年球季，儘管他大半球季都待在傷兵名單，不過他該年打擊率3成18，10轟51分打點。

### 堪薩斯市皇家
2013年12月16日，他與皇家隊簽下4年3025萬美元的合約。
2014年世界大賽第2場，英方提面對巨人擊出2分砲，皇家也攻下5分大局，最終皇家7比2贏球。
2015年球季前，英方提和皇家游擊手艾爾西迪斯·艾斯科巴組成了不錯的二游防線，他在打擊方面表現也不差。不過球季末，球隊交易來了本·佐布里斯特，英方提在球季後到季後賽的上場時間大幅減少，不過他還是跟著皇家隊拿下世界大賽冠軍。
2016年球季，他因傷而常進出傷兵名單，打擊率僅2成38。2016年6月15日，他被皇家隊給指定派遣。6月23日，他成為自由球員。

### 重回亞特蘭大
2016年6月30日，英方提與亞特蘭大勇士隊簽下小聯盟約。不過他在8月16日遭到釋出。

### 三回底特律
2016年12月9日，英方提與老虎隊簽下小聯盟約，並獲邀參加春訓。2017年11月6日成為自由球員。

## 外部連結
- 球員資訊和成績在MLB，ESPN，Baseball-Reference，Fangraphs（英文）
- 奧馬·英方提的Instagram帳戶
- 台灣棒球維基館：奧馬·英方提 （页面存档备份，存于）（繁體中文）